# Fjällmidjeblomfluga
Fjällmidjeblomfluga (Sphegina spheginea) är en tvåvingeart som först beskrevs av Zetterstedt 1838.  Fjällmidjeblomfluga ingår i släktet midjeblomflugor, och familjen blomflugor.
Artens utbredningsområde är Sverige. Enligt den finländska rödlistan är arten nära hotad i Finland. Arten är reproducerande i Sverige. Artens livsmiljö är gran- och lövkärr. Inga underarter finns listade i Catalogue of Life.